# Józef Ignacy Kraszewski

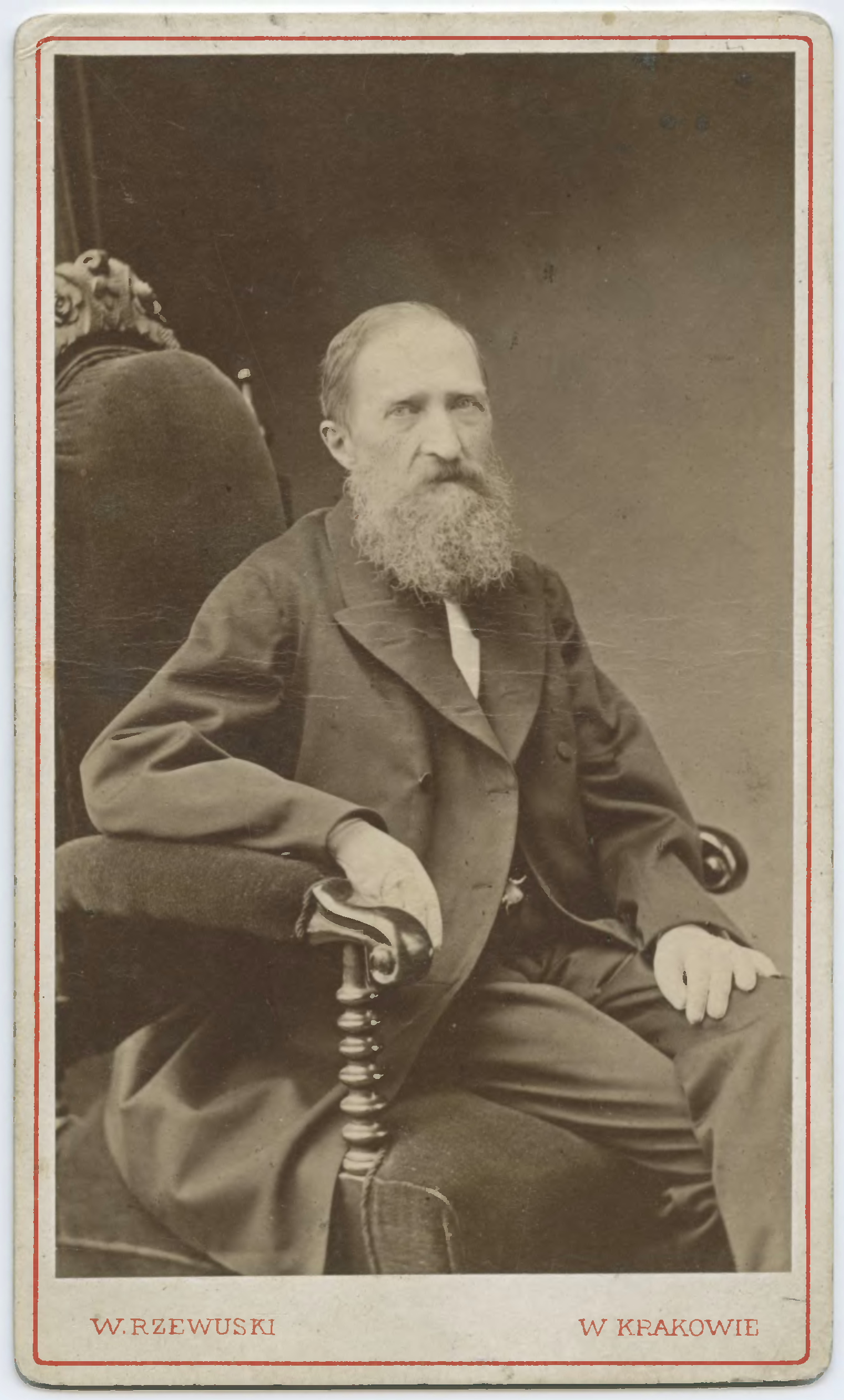
Jozef Ignacy Kraszewski

Józef Ignacy Kraszewski, pseudoniem: Bogdan Bolesławita (Warschau, 28 juli 1812 - Genève, 19 maart 1887) was een Pools edelman en schrijver. Hij is vooral bekend om zijn reeks historische romans Dzieje Polski ("De geschiedenis van Polen"), de Saksische trilogie en zijn lezingen over Dante.

## Leven en werk
Józef Ignacy Kraszewski werd geboren in Warschau als oudste zoon van een arme Poolse adellijke familie, met name uit de clan Jastrzębiec. Hij studeerde geneeskunde in Vilnius (Wilna), daarna filosofie, en was een aanhanger van de novemberopstand van 1830.
In 1861 was hij lid van het zelfbesturende orgaan Delegacja Miejska (Delegatie van de stad) in Warschau. Alleen met een vlucht weet hij na de januari-opstand van 1863 te ontsnappen en te vluchten. Hij was eigenlijk van plan naar Frankrijk te emigreren, maar bleef steken in Dresden de toenmalige hoofdstad van het koninkrijk Saksen, op 3 februari 1863. Hier ontmoette hij een groot aantal landgenoten en was hij betrokken bij hulpacties voor Poolse vluchtelingen. Aanvankelijk verbleef hij op verschillende plaatsen in het stadscentrum (Pillnitzer Strasse, Augustusstrasse, Hauptstrasse, Dippoldiswalder Gasse, Blumenstrasse en andere).
Vanuit Dresden in 1863/64 en 1868 ging Kraszewski op reis naar Zwitserland, Italië, Frankrijk en België en bezocht ook de steden Keulen, Berlijn en Leipzig. Hij beschreef zijn reisimpressies als artikelen voor een Poolse krant; later verscheen daarover een boek met een selectie en de titel Reisnotities.
In 1869 werd zijn aanvraag om het Saksische staatsburgerschap te verwerven ingewilligd.  Met deze voorwaarden verwierf hij uiteindelijk een pand omgeven door een tuin in Dresden, Nordstrasse 27 (later 28). In het jaar van zijn 50-jarig jubileum als schrijver kon hij in 1879 een groter gebouw aan de Nordstrasse 31 kopen. Hij woonde daar tot 1883, toen hij, na meer dan twintig jaar in ballingschap in Dresden, uiteindelijk werd beschuldigd van werken voor de Franse geheime dienst en werd gearresteerd in Berlijn.
Na het proces voor het keizerlijk hof in Leipzig werd hij in Maagdenburg veroordeeld tot drieënhalf jaar gevangenisstraf. Vanwege zijn slechte gezondheid werd Kraszewski in 1885 op borgtocht vrijgelaten met herstellingsverlof. Terug in Dresden verkocht hij zijn eigendom en verliet de stad om een nieuwe woonplaats in San Remo te zoeken. Hier hoopte hij niet alleen zijn gezondheid terug te krijgen, maar ook om niet opnieuw gearresteerd te worden. Uit angst voor mogelijke uitlevering besloot hij uiteindelijk naar Genève te verhuizen. Kraszewski stierf daar, vier dagen na zijn aankomst. Hij werd begraven in de crypte van de kerk van de Aartsengel Michaël en Sint-Stanislaus in Krakau.
Kraszewski heeft ongeveer 240 romans en korte verhalen nagelaten. Met zijn zes Saksische romans geschreven in Dresden tussen 1873 en 1885 - August de Sterke, Gravin Cosel, Flemmings Lijst, Graaf Brühl, Over de Zevenjarige Oorlog en De Gouverneur van Warschau - creëerde hij een veelomvattende en kleurrijke schets van de tijd van de keurvorsten van Saksen en die van Polen, hun koning keurvorst Frederik August I (August de Sterke, als Poolse koning: Augustus II) en zijn zoon keurvorst Frederik August II (als Poolse koning: Augustus III).
Een Kraszewski-museum is gevestigd op het terrein aan de Nordstraße 28 in Dresden.
- Bibsys: 90191596
- Biblioteca Nacional de Chile: 000562369
- Biblioteca Nacional de España: XX1010627
- Bibliothèque nationale de France: cb12132538s (data)
- CiNii: DA03892351
- Gemeinsame Normdatei: 118777955
- International Standard Name Identifier: 0000 0001 2275 9016
- Library of Congress Control Number: n50044016
- Nationale Bibliotheek van Letland: 000146736
- MusicBrainz: 389da9e0-6736-432f-b3e7-95025a06bd4e
- Nationale Bibliotheek van Tsjechië: jn19990004620
- Nationale bibliotheek van Australië: 35710348
- Nationale Bibliotheek van Israël: 987007264177305171
- Nationale Bibliotheek van Polen: a0000001180348
- Nationale en Universitaire bibliotheek Zagreb: 000070301
- Nederlandse Thesaurus van Auteursnamen: 069144052
- Réseau des bibliothèques de Suisse occidentale: 02-A000100015
- Istituto Centrale per il Catalogo Unico: CUBV086497
- LIBRIS: 262305
- Système universitaire de documentation: 029773237
- Trove: 1052593
- Virtual International Authority File: 4965235
- WorldCat: E39PBJcR9Fb63cX9XrbrY6ptrq